# شاين ووكر
شاين ووكر (بالإنجليزية: Shane Walker)‏ هو لاعب دوري الرغبي أسترالي، ولد في 1 مارس 1978 في توومبا في أستراليا.